# Hesperilla malindeva
Hesperilla malindeva é uma espécie de borboleta da família Hesperiidae.